# Масальский, Эдвард
Эдвард Томаш Масальский (пол. Edward Tomasz Massalski; 23 сентября 1799, Рудавка, Слуцкий уезд, Минская губерния, Российская империя — 28 июня 1879, Лёвен, Бельгия) — польский писатель.

## Биография
Происходил из рода Масальских, брат Юзефа Масальского. Учился в Могилёве, Полоцке, Виленском университете. В 1823 году арестован как член тайного студенческого общества «Филаретов». С 1832 года редактор сатирического журнала «Bałamut» («Баламут») в Петербурге. С 1853 года жил в Варшаве. В дидактическим романе «Пан Падстолич, или Чем являемся мы и чем можем быть» (ч. 1-5, Вильно; Петербург, 1831—1933, одновременно вышел на русском языке в переводе П. И. Гаевского) показал тяжелую жизнь белорусских крестьян, создал образ идеального пана. Автор работ «О славянские сокровища» (1853), «Обычаи пинчуков и белорусов» (не опубл.), «Грамматика польского языка» (1858), статей по экономике сельского хозяйства, мемуаров о годах учебы в Могилёве, Полоцке и Вильно (частично опубл. Г. Мосцицким в книге «Из филаретского мира», Вильнюс, 1924).